# یورش بزرگ
یورش بزرگ (ایتالیایی: Il grande attacco) که در کشورهای انگلیسی‌زبان با نام بزرگ‌ترین نبرد (انگلیسی: The Greatest Battle) پخش شد، یک فیلم جنگی ایتالیایی-آلمانی-یوگسلاویایی به کارگردانی اومبرتو لنتسی است که در سال ۱۹۷۸ منتشر شد.

## بازیگران
- اورسن ولز (راوی فیلم)
- جولیانو جما
- هلموت برگر
- سامانتا اگار
- استیسی کیچ
- ری لاولاک
- هنری فوندا
- جان هیوستون
- ادویژ فنش
- گای دولمن
- ونانتینو ونانتینی
- ایدا گالی
- ریک باتالیا
- آندرئا بوزیچ
- جفری کاپلستن
- میرکو الیس
- جاکومو روسی استوارت
- میکله سواوی